# Зеєв Елькін
Зеєв Елькін (івр. זְאֵב אֵלְקִין, уродж. Елькін Володимир Борисович; нар. 3 квітня 1971, Харків) — ізраїльський політик і член Кнесету від партії Лікуд. Він обіймав посаду заступника міністра закордонних справ у період з березня 2013 по червень 2014, а потім став головою комітету у закордонних справах і оборони Кнесету.
Вивчав математику у Харківському університеті з 1987 по 1990 рік. Елькін був активний у русі Бней-Аківа, ставши генеральним секретарем її філії у Радянському Союзі у 1990. У грудні того ж року він емігрував до Ізраїлю.
Він навчався в Єврейському університеті в Єрусалимі, отримавши ступінь бакалавра у галузі історії та математики у 1994 році і ступінь магістра у галузі історії у тому ж році. Пізніше Зеєв Елькін був залучений у академічних дослідженнях, зокрема, вивчав праці Саадії Гаона, і був залучений у розвитку єврейської освіти у країнах колишнього Радянського Союзу.
Елькін був обраний до 17-ого Кнесету у 2006 році як член партії Кадіма і очолював комітет з дітей імігрантів та молоді. У листопаді 2008 року він вирішив кинути Кадіму через, як він вважав, перетворення її у ліву партію. Він згодом приєднався до Лікуду, і отримав 20 місце у списку на виборах у 2009. Він був переобраний знову у 2013.
Одружений, живе у поселенні Кфар-Ельдад, має чотирьох дітей. Володіє російською, англійською та українською мовами, а також івритом.